# Złotopiór niebieskoszyi
Złotopiór niebieskoszyi (Galbula cyanicollis) – gatunek średniej wielkości ptaka z rodziny złotopiórów (Galbulidae). Występuje w Brazylii, Boliwii i Peru. Nie jest zagrożony wyginięciem.

## Taksonomia i systematyka
Gatunek monotypowy. On i złotopiór żółtodzioby (Galbula albirostris) były kiedyś uznawane za konspecyficzne (należące do tego samego gatunku), ale od około 1974 roku traktuje się je jako supergatunek.

## Morfologia
Złotopiór niebieskoszyi mierzy od 19 do 22 cm i waży od 21 do 26 g. U samca górne części ciała są lśniąco zielone, a spód kasztanowy. Twarz ma kolor stalowoniebieski do zielonego – zmienia gradient od wschodu zasięgu występowania na zachód. Samica jest bardziej matowa, a jej spód ciała jest płowobrązowy.

## Występowanie i siedlisko
Złotopiór niebieskoszyi występuje na wschód od Andów i na południe od Amazonki. Spotykany we wschodnim Peru, daleko na północy Boliwii oraz w Brazylii na wschód do Maranhão i na południe do Rondônia i północnego Mato Grosso. Zamieszkuje wnętrza lasów terra firme i várzea. Występuje tam w niższych warstwach. Obecny również w lasach galeriowych w brazylijskim cerrado. Na wysokości do 900 m n.p.m.

## Zachowanie

### Pożywienie
Dieta złotopióra składa się z szerokiej gamy owadów. Przesiaduje na odsłoniętych gałęziach i stamtąd wyskakuje, aby złapać lecącą zdobycz.

### Rozród
Nory gniazdowe złotopióra zostały znalezione w Brazylii w nadrzewnych gniazdach termitów na wysokości 1–2 m nad ziemią – jedna w czerwcu, a druga w październiku; w każdej z nich znajdowały się dwa jaja. Gniazdujące ptaki stwierdzono we wrześniu.

### Wokalizacje
Głos złotopióra niebieskoszyjego jest zasadniczo taki sam jak żółtodziobego.

## Status zagrożenia i ochrona
Międzynarodowa Unia Ochrony Przyrody (IUCN) uznaje złotopióra niebieskoszyjego za gatunek najmniejszej troski (least concern – LC). Trend populacyjny jest malejący. Występuje na kilku obszarach chronionych i jest zazwyczaj pospolity w obrębie swego zasięgu występowania. Jednak, jak zauważają Tobias i inni, wykazuje większą zależność od nienaruszonego podszytu leśnego, co, podobnie jak u G. albirostris, wiąże się prawdopodobnie z większą podatnością na wylesianie niż większość innych złotopiórów.